# Al Leiter
Alois Terry Leiter (né le 23 octobre 1965 à Toms River, New Jersey, États-Unis) est un ancien lanceur gaucher de baseball.
Triple champion de la Série mondiale, gagnée avec les Blue Jays de Toronto en 1992 et 1993 puis avec les Marlins de la Floride en 1997, il joue dans la Ligue majeure de baseball de 1987 à 2005. Il participe au match des étoiles comme représentant des Marlins en 1996 et des Mets de New York en 2000. Le 11 mai 1996, il lance pour les Marlins le premier match sans point ni coup sûr de l'histoire de la franchise. En 2002, il devient le premier lanceur de l'histoire à enregistrer une victoire contre chacun des 30 clubs du baseball majeur
Al Leiter est le frère cadet de Mark Leiter et l'oncle de Mark Leiter Jr..

## Carrière
Al Leiter joue pour les Yankees de New York de 1987 à 1989, les Blue Jays de Toronto de 1989 à 1995, les Marlins de la Floride en 1996 et 1997, et les Mets de New York de 1998 à 2004. Il termine sa carrière en 2005 par des brefs passages chez les Marlins, puis chez les Yankees. En 19 saisons, le gaucher dispute 419 matchs, dont 382 comme lanceur partant. Gagnant de 162 parties contre 132 défaites, il réalise 16 matchs complets dont 10 blanchissages. Sa moyenne de points mérités en carrière s'élève à 3,80 en 2 391 manches lancées et il cumule 1 974 retraits sur des prises.

### Yankees de New York
Al Leiter effectue des débuts peu remarquables à l'âge de 21 ans chez les Yankees de New York, qui l'avaient sélectionné au second tour du repêchage amateur en 1984. Jeune lanceur prometteur en qui les Yankees voient déjà un futur Dave Righetti ou Ron Guidry, il est géré de façon hasardeuse par le club, l'entraîneur Dallas Green le laissant notamment au monticule pour 162 lancers en une occasion, ce qui contribue vraisemblablement aux blessures au bras qui ruineront presque la carrière de Leiter dans les années subséquentes.

### Blue Jays de Toronto
Les Yankees échangent Leiter aux Blue Jays de Toronto le 30 avril 1989 contre le voltigeur en fin de carrière Jesse Barfield. Des blessures à l'épaule et au coude gâchent l'arrivée de Leiter avec sa nouvelle équipe, et il ne dispute que 9 matchs pour Toronto de 1989 à 1992. Officiellement membre de l'équipe qui remporte la Série mondiale 1992 même s'il ne dispute qu'un seul match de saison régulière cette année-là, il dispute enfin une saison complète pour Toronto en 1993, amorçant 12 rencontres et ajoutant 26 sorties en relève pour un total de 105 manches lancées. Dans les séries éliminatoires qui suivent, il fait 5 apparitions en relève, dont trois dans la Série mondiale 1993 gagnée par les Blue Jays, mais accorde aux Phillies de Philadelphie 6 points mérités et 12 coups sûrs en 7 manches. Il n'accorde toutefois pas de points en deux manches et deux tiers lancées lors du premier match de la finale, et est le lanceur gagnant. 
Lanceur partant pour Toronto au cours des deux années qui suivent, Leiter affiche une moyenne de points mérités de 3,64 en 28 départs et 183 manches lancées en 1995. 

### Marlins de la Floride
Il rejoint les Marlins de la Floride, avec qui il signe un contrat de 8,6 millions de dollars pour trois ans, pour la saison 1996 et s'impose comme un membre important de la jeune franchise. Invité à son premier match d'étoiles dès son premier été en Floride, il termine la campagne avec une moyenne de points mérités de 2,93 en 215 manches et un tiers lancées, la plus importante charge de travail de sa carrière en une saison. En 33 départs, il gagne un nouveau record personnel de 16 matchs et réussit 200 retraits sur des prises. Il termine 9e du vote de fin d'année désignant le vainqueur du trophée Cy Young, remis au meilleur lanceur de la Ligue nationale.
Le 11 mai 1996 au Joe Robbie Stadium de Miami, Al Leiter lance le premier match sans point ni coup sûr de l'histoire des Marlins, dans une victoire de 11-0 sur les Rockies du Colorado.
Il ne répète pas sa belle saison en 1997, alors que sa moyenne de points mérités gonfle pour atteindre 4,34 en 151 manches et un tiers lancées. Il connaît des séries éliminatoires difficiles avec une moyenne de points mérités de 5,48 en 23 manches lancées, mais l'année se termine en apothéose avec la victoire des Marlins en Série mondiale 1997, un premier titre pour le club.

### Mets de New York
Le 6 février 1998, les Marlins échangent Al Leiter et le joueur de deuxième but Ralph Milliard aux Mets de New York contre le lanceur partant droitier A. J. Burnett et le lanceur gaucher Jesús Sánchez. L'échange fait partie de la vente de feu effectuée par les Marlins après leur titre mondial de l'automne 1997, alors qu'ils démantèlent leur club champion dans les mois qui suivent.
Leiter est de retour en force en 1998 avec un sommet en carrière de 17 victoires. Il lance 193 manches et affiche sa meilleure moyenne de points mérités en une saison : 2,47. Il termine 6e du vote de fin d'année pour le trophée Cy Young. Après la saison, qui est la dernière de son contrat de trois ans signé chez les Marlins en 1996, Leiter accepte une nouvelle entente de 32 millions de dollars pour les 4 prochaines années avec les Mets.
Le 4 octobre 1999 au Cinergy Field de Cincinnati, les Mets affrontent les Reds de Cincinnati dans un match de bris d'égalité visant à départager les deux clubs et donner à l'un d'eux la dernière qualification en séries éliminatoires. Al Leiter, partant des New-Yorkais, lance un blanchissage, n'accordant que deux coups sûrs aux Reds dans la victoire de 5-0 des Mets, qui se qualifient pour les séries éliminatoires pour la première fois en 11 ans.
En 2000, Leiter aide les Mets à gagner le titre de la Ligue nationale avec une moyenne de points mérités de 3,20 en 208 manches lancées. Il représente l'équipe au match des étoiles de mi-saison pour sa seconde et dernière sélection en carrière, et égale son record personnel de 200 retraits sur des prises établi quatre ans plus tôt pour les Marlins. Il fait deux bons départs en Série mondiale 2000 mais, malgré 9 retraits sur des prises en 8 manches et deux tiers lancées lors du 5e match de la finale, il est le lanceur perdant de cette rencontre, qui couronne les Yankees de New York comme champions du baseball majeur au détriment des Mets.
Le 30 avril 2002, dans un succès de 6-1 des Mets sur Arizona, Al Leiter devient le premier lanceur de l'histoire à gagner au moins un match contre chacune des 30 équipes du baseball majeur, un fait réédité par plusieurs autres lanceurs depuis.
Leiter maintient une moyenne de points mérités de 3,42 en 213 départs lors de 7 saisons chez les Mets, de 1998 à 2004, gagnant 95 parties contre 67 défaites. 
Il partage sa 19e et dernière saison dans les majeures entre deux de ses anciennes équipes, les Marlins et les Yankees, en 2005.
Après sa carrière sportive, il est commentateur sportif, notamment pour MLB Network, YES Network et Fox Sports Florida.